# Kašna s plastikou sokolníka (Sokolov)
Kašna s plastikou sokolníka se nachází v centrální části Starého náměstí v Sokolově v blízkosti Mariánského sloupu a nově zrekonstruované budovy Městské knihovny Sokolov. Pro Sokolov se jedná o ikonické dílo, které je úzce spjato s legendou o založení města. Kašna je památkově chráněna od 3. května 1958, přičemž na seznam kulturních památek byla zapsána 20. prosince 1963.

## Historie
Kašna byla na sokolovském náměstí instalována v roce 1717 na náklady města a za finančního přispění Nosticů. S největší pravděpodobností se ale jedná o starší dílo, samotná socha sokolníka nese na svém soklu vročení 1674 a bazén kašny je podobný kašně s tritóny umístěné na zámeckém nádvoří, a ta pochází z let 1672–1673. Autorství jednotlivých prvků kašny je nejisté – autorem sochy byl nejspíše lidový umělec; za autora soklu, sloupu a mušle je považován chebský sochař Wilhelm Felsner, u kterého si město v roce 1699 objednalo zhotovení Marináského sloupu.

### Opravy
Vytesaný údaj „Renov. 1902 J. F.“ v podnoží sochy odkazuje na proběhlou opravu místním kameníkem Johannem Fischerem, který byl autorem řady sokolovských náhrobků a několika pomníků.
V roce 1988 provedl opravy sochy a sloupu restaurátor Jarmil Plachý.
V polovině 90. let byla zahájena celková renovace Starého náměstí, v rámci které byla postupně zrestaurována kašna se sokolníkem, Mariánský sloup a Jubilejní kašna. Restaurátorské práce byly svěřeny studentům z Ateliéru restaurování sochařských děl Akademie výtvarných umění v Praze pod vedením docenta Petra Siegla.
Rozsáhlé restaurátorské práce byly na kašně provedeny v roce 2006 pod dohledem akademických sochařů a restaurátorů Jiřího Fialy a Marcela Hrona. Prvotní plán města počítal se zahájením oprav bazénu kašny a až potom sloupu, což odborníci kritizovali a byl proto zvolen opačný postup. V první fázi byl poté za pomoci jeřábu odstraněn sloup z podstavce a socha sokolníka byla převezena do restaurátorské dílny v Rokycanech. Druhá fáze se uskutečnila o rok později, kdy byla provedena oprava poškozeného vodovodního potrubí a samotného bazénu kašny.
Socha sokolníka se znovu na zemi ocitla v roce 2010, kdy proběhla oprava nefukčních vodovodních rozvodů.

### Pověst
Podle pověsti z 2. poloviny 19. století má socha sokolníka symbolizovat bájného zakladatele města rytíře Sebastiána (také Sebestiána či Šebestiána), lidově řečeného Wastla, který žil v tvrzi nedaleko Chebu. Sebastián byl jedním z těch, kdo vyslyšeli výzvu papeže k osvobození místa Kristova zrození a jeho hrobu, a vypravil se bojovat proti pohanům do Svaté země. Po návratu z křížové výpravy našel však jen hroby svých blízkých a vypálenou tvrz, rozhodl se tedy Cheb opustit. Vydal se proti proudu řeky Ohře, až došel do míst, kde se do ní vlévá řeka Svatava, a zde se usadil. Protože byla lokalita bohatá na ryby, vodní ptactvo a okolní lesy byly plné divoké zvěře, rozhodl se živit lovem. Do těchto míst také často zavítali šlechtici z blízkého královského hradu Lokte na lov se cvičenými sokoly, a protože se Sebastián v tomto umění vyznal, začal je pro ně chovat a cvičit. Lidmi z blízkého okolí byl také vyhledávaný pro svoje ranhojičské znalosti, a proto netrvalo dlouho, a kolem jeho obydlí vyrostla osada, která byla pojmenována podle chovu sokolů Falkenau neboli sokolí niva.
Sarší verze pověsti zmiňuje pouze postavu chebského měšťana, který v té samé lokalitě založil sokolí dvůr, ze kterého pak vzešel Sokolov.

## Popis
Kašna je tvořena dvoustupňovou žulovou základnou a bazénem, obojí s osmibokým půdorysem. Stěny jsou zdobeny plastickými psaníčky (forma sgrafita) s kruhovým terčem ve středu. Uprostřed kašny je na podstavci umístěn tordovaný (šroubovitě se stáčející) sloup s dříkem zdobeným chmelovými úponky, které odkazují na lokální chmelařskou tradici. Vrchol sloupu je ukončen korintskou hlavicí a na ní usazenou piscinou ve tvaru mušle, v jejímž středu je umístěna plastika sokolníka z pískovce v životní velikosti (výška 1,76 metru). Sokolník je oblečen v dobovém kroji, v pokrčené pravé ruce drží dravého ptáka a u levé nohy mu sedí lovecký pes.

## Galerie

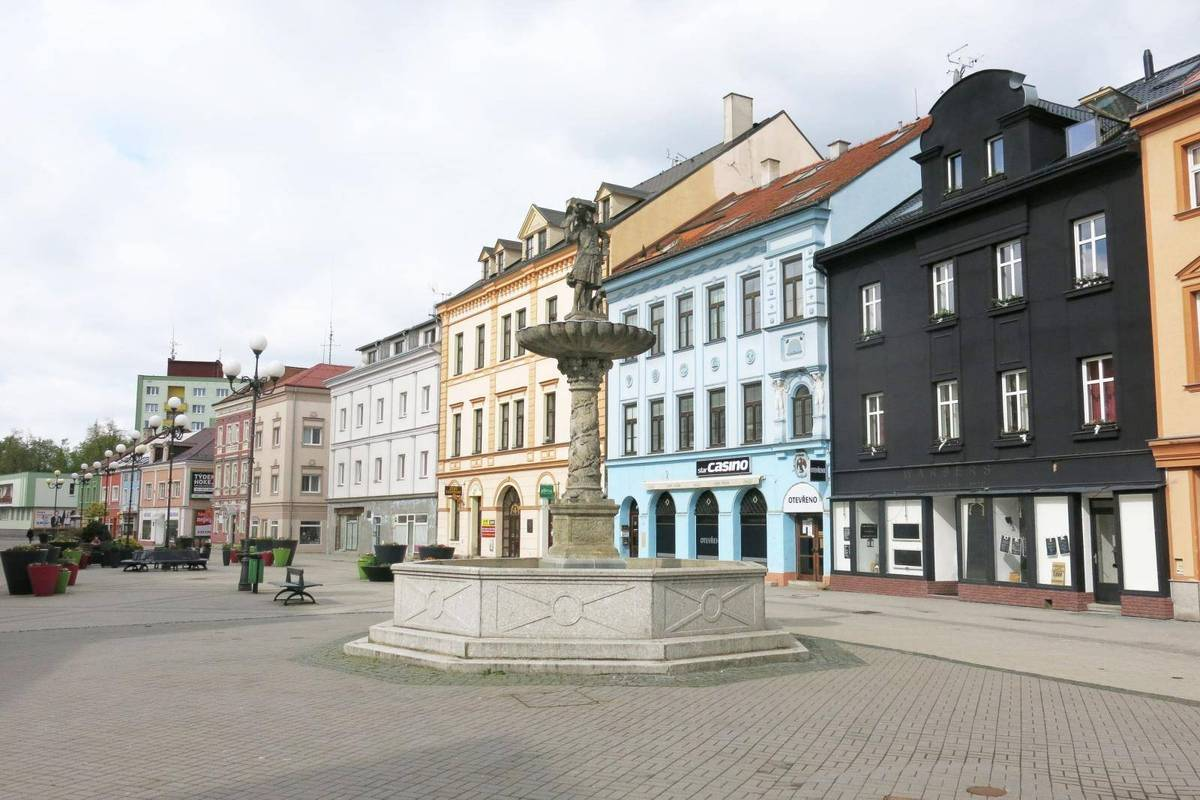
Celkový pohled na kašnu
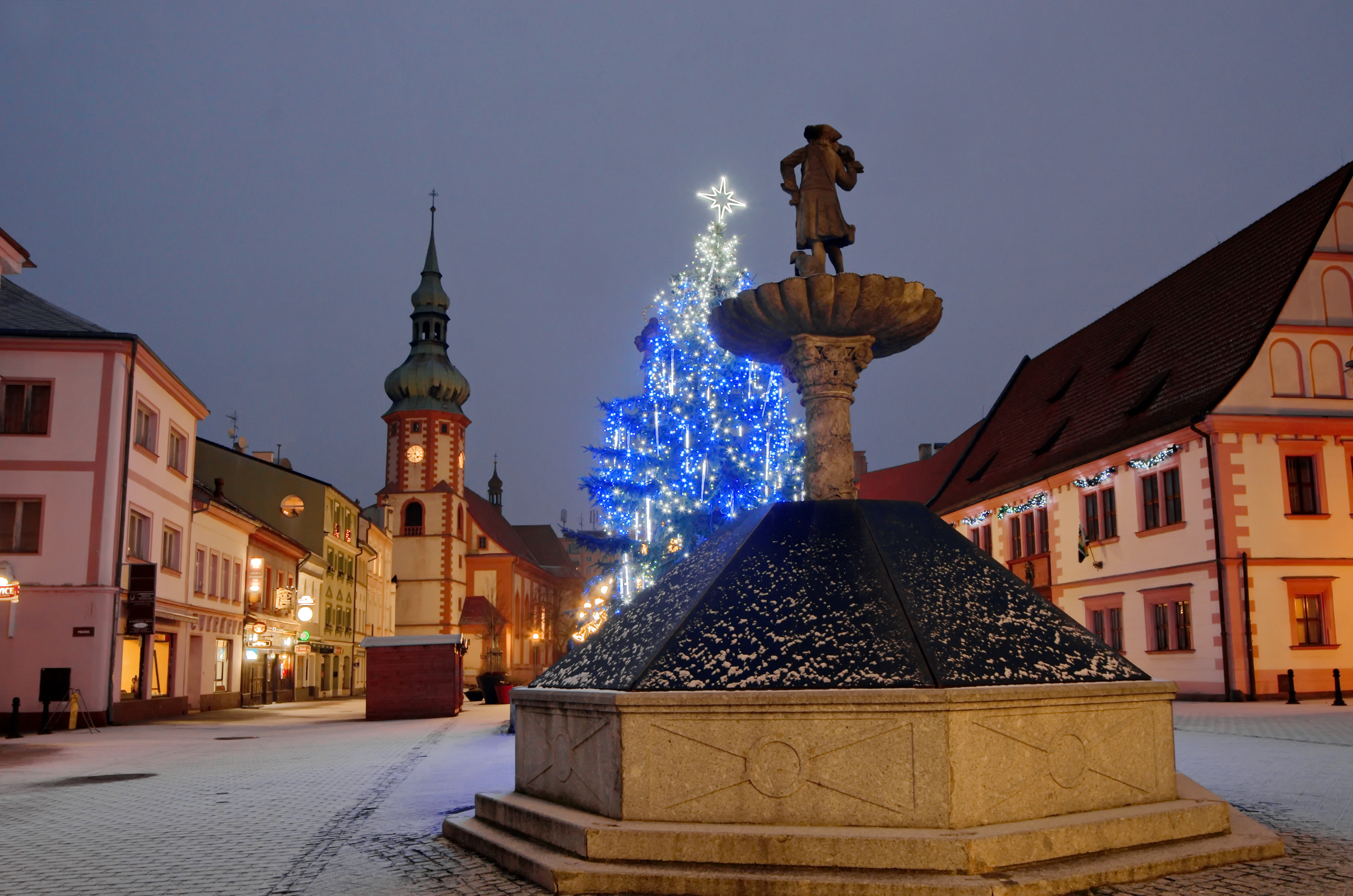
Celkový pohled na zazimovanou kašnu směrem ke kostelu svatého Jakuba Většího, vpravo budova bývalé radnice
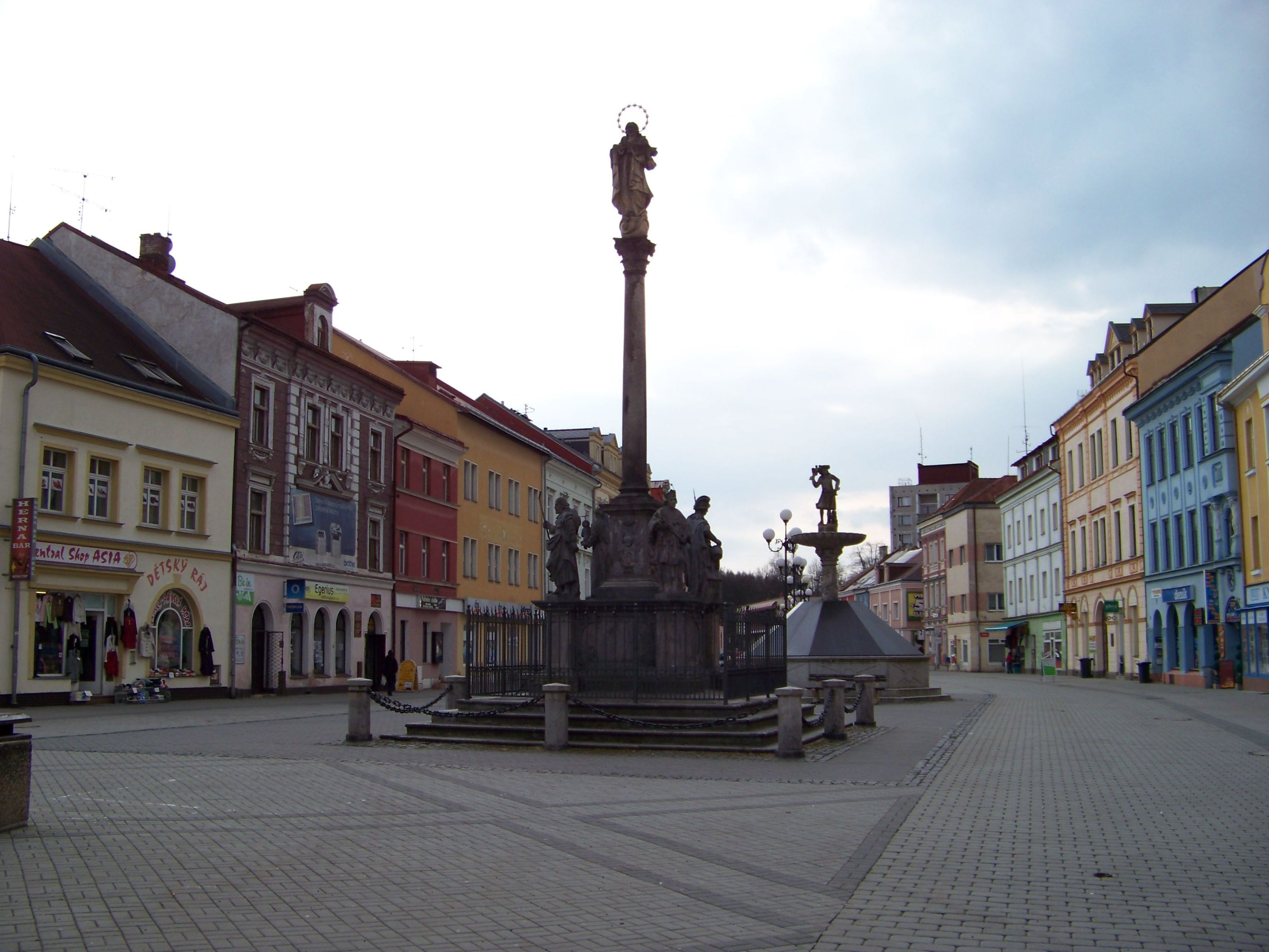
Mariánský sloup a za ním kašna se sokolníkem
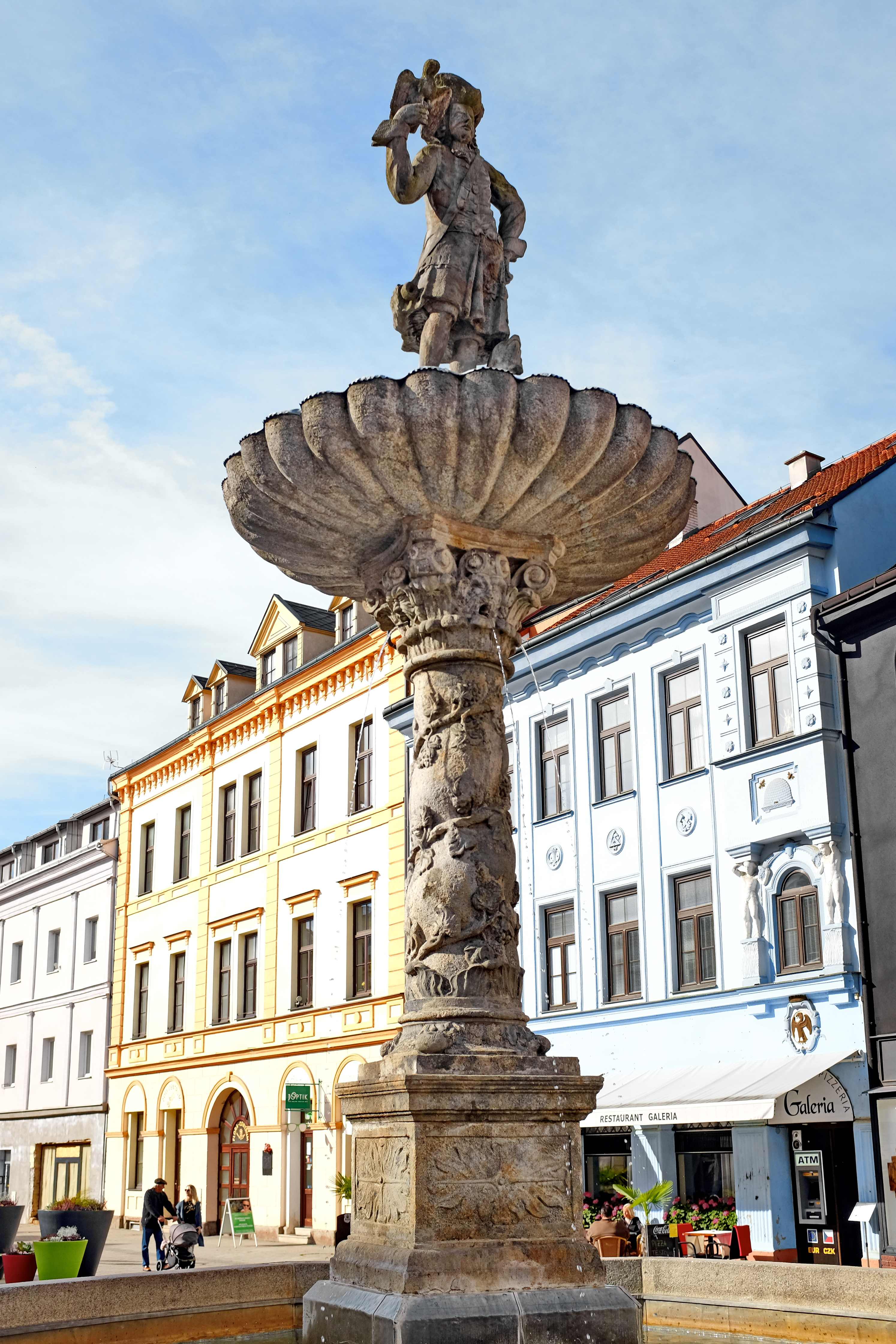
Bližší pohled na sloup kašny
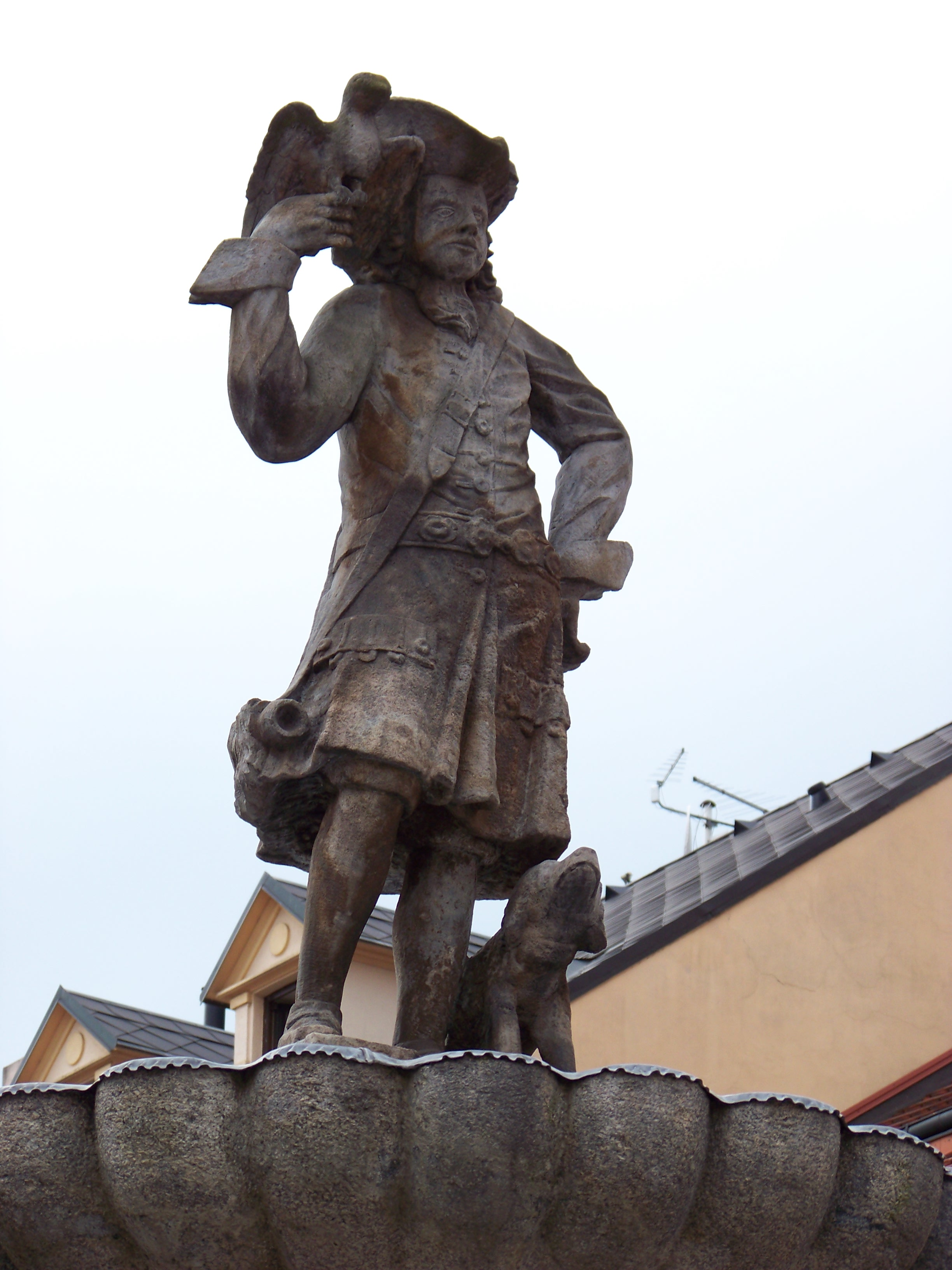
Detailní pohled na plastiku sokolníka na vršku sloupu kašny